# Paul Kersten (Fußballspieler)
Paul Kersten (* 8. August 1949 in Jeßnitz, Anhalt) war Fußballspieler im Bereich des DDR-Fußball-Verbandes. In dessen höchster Spielklasse, der Oberliga, spielte er für den Halleschen FC Chemie. Kersten ist mehrfacher DDR-Nachwuchsnationalspieler.

## Sportliche Laufbahn
Kersten spielte zuerst in seiner Heimatstadt bei der Betriebssportgemeinschaft (BSG) Chemie Jeßnitz Fußball. Als Schüler wechselte er 1956 zur BSG Chemie Wolfen. Ab 1966 gehörte Kersten zum Aufgebot der DDR-Juniorennationalmannschaft, für die er bis 1967 acht Länderspiele bestritt. Unmittelbar anschließend wurde er in die Nachwuchs-Nationalmannschaft übernommen, mit der er bis 1969 zu sieben Länderspielen kam. Bereits 1968 war er von der BSG zum Fußball-Leistungszentrums des Bezirkes Halle, dem Oberligisten Hallescher FC Chemie, delegiert worden. Nachdem er am 31. August 1968 in der Begegnung des 3. Spieltages der Saison 1968/69 HFC – FC Karl-Marx-Stadt (2:0) sein erstes Oberligaspiel absolviert hatte, erkämpfte er sich sofort einen Stammplatz als Verteidiger. In seiner ersten Oberligasaison bestritt er bereits 21 von 26 Punktspielen. Seinen Stammplatz behielt Kersten bis Ende 1972. In der Rückrunde der Saison 1972/73 spielte er nur noch einmal in der ersten Mannschaft, ebenso während der gesamten Spielzeit 1973/74, die der HFC nach seinem Abstieg 1973 in der DDR-Liga verbringen musste. Seine letzte Saison in Halle spielte Kersten 1974/75, nachdem der HFC wieder in die Oberliga aufgestiegen war. Nach zwei Kurzeinsätzen in der Hinrunde kam er zum Ende der Saison noch fünfmal als Libero zum Einsatz. Im Sommer 1975 verließ Kersten den Halleschen FC, für den er in acht Jahren 107 Oberligaspiele bestritten und dabei acht Tore erzielt hatte. 1971 absolvierte er mit dem HFC ein Spiel im UEFA-Pokal-Wettbewerb. Es war das Hinspiel der 1. Runde, in dem Halle zuhause ein 0:0 gegen die PSV Eindhoven erreichte. Zum Rückspiel kam es nicht mehr, weil vor diesem Spiel im Eindhover Mannschaftsquartier des HFC ein Feuer ausbrach, bei dem ein Hallenser Spieler getötet und zwei Spieler schwer verletzt wurden. Der HFC zog daraufhin seine Mannschaft zurück.
Zu Beginn der Saison 1975/76 schloss sich Kersten der DDR-Liga-Mannschaft von Motor Suhl an. Dort wurde er 1980 zum Mannschaftskapitän ernannt. 1983/84 stand er noch im DDR-Liga-Aufgebot, wurde aber, inzwischen 34-jährig, nicht mehr eingesetzt. Stattdessen fungierte er ab 1984 als Assistenztrainer unter Ernst Kurth. Am Saisonende stieg Suhl überraschend in die Oberliga auf, in der Kersten, der inzwischen als Fußballspieler zurückgetreten war, weiterhin als Assistenztrainer fungierte. Als die Suhler nach einem Jahr wieder aus der Oberliga abstiegen, übernahm er das Training der 2. Mannschaft in der drittklassigen Bezirksliga.